# Discovery Civilisation (Polska)
Discovery Civilisation – polski kanał telewizyjny o tematyce historycznej. 18 kwietnia 2008 roku kanał przeszedł rebranding na Discovery World.
Do 31 maja 2007 kanał nadawał w godzinach 9.00-3.00, a od 1 czerwca 2007 do końca emisji całodobowo.

## Emitowane programy (wybór)
- Historia Oręża
- Tajemnicze Wyprawy
- Blitzkrieg
- Pola Bitew
- Starożytność
- Czas na Amerykę
- Monarchie Królewskie
- Niewyjaśnione historie
- Nieznane oblicza wielkich polityków